# الجمعية البرازيلية للجيوفيزياء
الجمعية البرازيلية للجيوفيزياء (بالبرتغالية: Sociedade Brasileira de Geofísica) هي الجمعية العلمية والتقنية الوطنية البرازيلية للجيوفيزيائيين. تأسست عام 1978 وعقدت أول مؤتمر لها عام 1989 وكل عامين منذ ذلك الحين. هدفها هو تطوير الجيوفيزياء في البرازيل وتشارك بشكل وثيق مع صناعة النفط والغاز البرازيلية.

## المنشورات
منشوراتها الرئيسية هي المجلة البرازيلية للجيوفيزياء (بالبرتغالية: Revista Brasileira de Geofísic) وهي تصدر ثلاث مرات في السنة. (ISSN 0102-261X نسخة مطبوعة ISSN 1809-4511 نسخة عبر الإنترنت).